# Dokolo

dystrykt Dokolo

Dokolo – miasto w Ugandzie, stolica dystryktu Dokolo.